# Julia Jeziorna
Julia Justyna Jeziorna (ur. 6 grudnia 2005) – polska koszykarka, występująca na pozycji rzucającej, od 2023 zawodniczka Polskiego Cukru AZS-UMCS Lublin.

## Osiągnięcia
Stan na 2 maja 2024, na podstawie, o ile nie zaznaczono inaczej.

### Drużynowe
- Mistrzyni Polski (2022)
- Wicemistrzyni Polski (2021)
- Zdobywczyni:
  - Pucharu Polski (2022)
  - Superpucharu Polski (2021, 2023)[2][3]
- Finalistka Pucharu Polski (2021, 2024)[4]
- Uczestniczka międzynarodowych rozgrywek:
  - Euroligi (2023/2024)
  - Eurocup (2021/2022)

### Reprezentacja
5x5
- Uczestniczka FIBA U16 Women’s European Challengers  (2021)[5]

3x3
- Uczestniczka mistrzostw świata 3x3 U–18 (2023 – 5. miejsce)